# 加帕河
加帕河（烏克蘭語：Гапа），是烏克蘭的河流，位於該國西北部沃倫州，屬於西布格河的右支流，發源自馬什夫，流經科韋利區，河道全長14公里，流域面積140平方公里。